# Walter Trier
Pour les articles homonymes, voir Trier.
Walter Trier, né le 25 juin 1890 à Prague (Autriche-Hongrie) et mort le 8 juillet 1951 à Craigleith, près de Collingwood, Ontario), est un dessinateur et illustrateur tchécoslovaque.

## Livres
- Erich Kästner, Emil und die Detektive,  illustré par Walter Trier, 1929
- Erich Kästner, Pünktchen und Anton, illustré par Walter Trier, Williams & Co. Verlag, Berlin - Grunewald, 1933

## Film
- Le Vagabond bien-aimé de Curtis Bernhardt (France 1936), avec Maurice Chevalier et Betty Stockfeld. Illustrations par Walter Trier.